# Ambassade de Guinée en Angola
L'ambassade de Guinée en Angola est la principale représentation diplomatique de la république de Guinée en Angola.

## Liste des ambassadeurs
| N° | Nom et prénoms         | titre de fonction   | Début            | Fin                       |
| -- | ---------------------- | ------------------- | ---------------- | ------------------------- |
| 01 | Edouard Théa           | ambassadeur         |                  | 4 février 2022            |
| 02 | Mohamed Bourama Keita  | Chargé des affaires | 9 février 2022   | 21 novembre 2024          |
| 03 | Djenabou Saïfon Diallo | Ambassadrice        | 21 novembre 2024 | depuis 3 mois et 21 jours |